# Октафторид трикремния
Октафторид трикремния — неорганическое соединение,
фторпроизводное трисилана с формулой Si3F8,
бесцветная жидкость,
гидролизуется водой,
пары́ самовоспламеняются на воздухе.

## Получение
- Термическое разложение при 300°С полимерного дифторида кремния с последующим разделением смеси галогенидов фракционной перегонкой при пониженном давлении.
- Реакция полимерного дифторида кремния и тетрафторида кремния с последующим разделением смеси галогенидов фракционной перегонкой при пониженном давлении.

## Физические свойства
Октафторид трикремния образует бесцветную жидкость,
гидролизуется водой,
пары́ самовоспламеняются на воздухе.